# Louis Albert Necker
Louis Albert Necker (10 aprile 1786 – 20 novembre 1861) è stato un geografo, alpinista e cristallografo svizzero.
Egli è ricordato soprattutto per aver concepito l'illusione ottica ora conosciuta come cubo di Necker. Era un alpinista appassionato; trascorse la seconda metà della sua vita in Scozia, e fu sepolto a Portree nel 1861. 